# Andrija Bošnjak
Andrija Bošnjak (* 26. März 1996 in Ljubuški, Bosnien und Herzegowina) ist ein kroatischer Fußballspieler auf der Position eines Stürmers.

## Karriere

### Karrierebeginn in der Heimat
Andrija Bošnjak wurde in der vorwiegend von Kroaten besiedelten Gemeinde Ljubuški im Staatsgebiet von Bosnien und Herzegowina – unweit der kroatischen Grenze – geboren. In seiner Jugend spielte er unter anderem für den NK Vinjani aus der Ortschaft Donji Vinjani in der Nähe der kroatischen Stadt Imotski und wechselte im Jahr 2011 zum nächsthöheren Klub der Region, dem NK Imotski. In der Spielzeit 2012/13 gehörte er der U-17-Mannschaft des Klubs an und war auch in der nachfolgenden Saison 2013/14 vorrangig im Nachwuchsbereich aktiv. In dieser brachte er es auf 26 Ligaeinsätze und sieben Treffer in der Prva HNL – Juniori, der kroatischen U-19-Liga. Am 14. September 2013 saß er bei einem 0:0-Heimremis gegen den später insolventen NK Neretva Metković in einem Ligaspiel der zu dieser Zeit in der 3. HNL Süd spielenden Herrenmannschaft des NK Imotski auf der Ersatzbank, kam von dieser jedoch nicht zum Einsatz.
In der U-19-Liga der Region um Split kam Bošnjak in der Spielzeit 2014/15 zu 16 Toren bei 25 Meisterschaftseinsätzen und nahm im Herbst 2014 erstmals wieder auf der Ersatzbank der Herrenmannschaft Platz. Als Ersatzspieler gab er am 29. November 2014 bei einem 3:1-Heimerfolg über den NK Lučko Zagreb sein Pflichtspieldebüt, als er in der 88. Spielminute für Tomislav Mrkonjić auf den Rasen kam. Im nachfolgenden Frühjahr saß er immer wieder auf der Ersatzbank und kam bis zum Saisonende zu zwei weitere Kurzeinsätzen für die mittlerweile in der zweithöchsten kroatischen Fußballliga spielende Mannschaft. Im Endklassement 2014/15 rangierte er mit der Mannschaft auf Platz fünf und kam ab der Saison 2015/16 vermehrt für die Herrenmannschaft zum Einsatz. Von seinen 20 Meisterschaftsspielen in dieser Saison agierte er noch in zwölf als Ersatzspieler und spielte nur selten über die volle Spieldauer durch. Am 7. Mai 2016 gelang ihm bei einem 2:0-Heimsieg über den NK Zadar sein erster Pflichtspieltreffer für die Mannschaft, als er in Minute 25 zur 1:0-Führung seines Teams traf. In der teilweise sehr dicht gestaffelten Endtabelle schaffte der NK Imotski nur sehr knapp den Klassenerhalt. In der Spielzeit 2016/17 avancierte Bošnjak zum Stammspieler der Dalmatiner und brachte es auf 30 von 33 möglich gewesenen Ligapartien, wobei ihm vier Treffer gelangen. Als Elftplatzierter scheiterte er mit dem NK Imotski am Klassenerhalt, woraufhin der Klub in die kroatische Drittklassigkeit absteigen musste.

### Wechsel in den deutschen Amateurfußball
Der großgewachsene Angriffsspieler ging diesen Abstieg jedoch nicht mehr mit, sondern wechselte nach Deutschland TSV 1880 Wasserburg mit Spielbetrieb in der siebentklassigen Bezirksliga Oberbayern-Ost. Bei einem 4:0-Heimsieg über die SpVgg 1906 Haidhausen feierte Bošnjak seinen Einstand, als er von Beginn an zum Einsatz kam und während seines Debütspiels einen Hattrick erzielte. Über die gesamte Saison hinweg kam er in 28 Bezirksligaspielen zum Einsatz, erzielte 24 Tore und machte sieben Assists. Dabei wurde er zum Torschützenkönig der Bezirksliga Oberbayern-Ost in dieser Saison und konnte mit dem Klub zudem den Meistertitel sowie den Aufstieg in die nächsthöhere Landesliga Bayern (Staffel Südost) feiern. Noch im selben Sommer nahm Bošnjak ein Angebot des in der viertklassigen Regionalliga Bayern spielenden TSV 1860 Rosenheim an und unterschrieb dort einen Vertrag bis Sommer 2020. Zumeist als Wechselspieler im Einsatz, brachte er es bis zur Winterpause 2018/19 nur zu 16 Ligaeinsätzen, wobei er ein Tor beisteuerte. Während dieser Zeit arbeitete er nebenbei in einer Bettenfabrik.  Im Januar 2019 wechselte der 22-Jährige mit sofortiger Wirkung zum Ligakonkurrenten Wacker Burghausen. Bei zehn Einsätzen bis zum Saisonende 2018/19 brachte es der gebürtige Bosnier auf zehn Ligaeinsätzen, in denen er sechsmal zum Torerfolg kam und einen Assist erzielte. In der Liga brachte es die Mannschaft 2018/19 auf den dritten Tabellenplatz.
In der von der COVID-19-Pandemie geprägten Spielzeit 2019–21 trat Bošnjak in 23 Meisterschaftsspielen seiner Mannschaft in Erscheinung und schoss dabei acht Tore. Im Mai 2020 war sein im Sommer 2020 auslaufender Vertrag um zwei weitere Jahre verlängert worden. Aufgrund der Pandemie kam er danach nicht mehr zu Einsätzen und wechselte im Mitte April 2021 mit sofortiger Wirkung zu Haka Valkeakoski in die Veikkausliiga, die höchste finnische Fußballliga. Zum FC Haka, wie der Klub aus der finnischen Stadt Valkeakoski auch genannt wird, kam Bošnjak über seinen Spieleragenten Igor Jovanović, der einst selbst in Finnland gespielt hatte. Nachdem er im Februar 2021 zum Probetraining erschienen war, unterschrieb er im April 2021 einen Vertrag bis zum Ende des Spieljahres 2021. Während dieses Spieljahres wurde der Kroate von seinem Trainer Teemu Tainio bis 20. August in jedem Meisterschaftsspiel eingesetzt und danach in den letzten sechs Ligapartien der regulären Saison nicht weiter berücksichtigt. Am 23. Mai 2021 erzielte er bei einem 3:0-Auswärtssieg über die IFK Mariehamn per Elfmeter seinen ersten Treffer für die Finnen. Als Neunter in der Hauptrunde musste der FC Haka in der Abstiegsrunde um den Klassenerhalt antreten. Dabei wurde der 1,88 m große Stürmer als Ersatzspieler in vier der fünf Spiele der Abstiegsrunde eingesetzt und schaffte mit seinem Klub mühelos den Klassenerhalt. Insgesamt hatte er es auf 20 Meisterschaftseinsätze und jeweils ein Tor und eine Vorlage gebracht.

### Rückkehr aus Finnland – Stammkraft bei Burghausen
Im Januar 2022 kehrte Bošnjak wieder zu Wacker Burghausen zurück und unterschrieb einen Vertrag bis Sommer 2025. Unter Leonhard Haas fand er rasch zu alter Stärke und brachte es bis zum Saisonende 2021/22 auf fünf Tore und zwei Assists bei 14 Einsätzen in der Regionalliga Bayern. In der Liga belegte Wacker Burghausen abermals den dritten Tabellenplatz. Nach dem Abgang von Hass am Saisonende und der Verpflichtung von Hannes Sigurðsson als neuen Trainer kam Bošnjak zumeist als Mittelstürmer zum Einsatz, absolvierte jedoch auch Spiele als offensiver Mittelfeldspieler sowie als hängende Spitze. Von 38 Meisterschaftspartien verpasste der Kroate nur vier und kam auf eine Bilanz von fünf Treffern und zwei Vorlagen. Unter dem Isländer rangierte Wacker Burghausen in der Endtabelle 2022/23 auf Rang 7. Nach einem durchwachsenen Saisonstart, der Mitte September 2023 – nach lediglich zwei Siegen aus zehn Ligapartien – auch die Entlassung Sigurðssons zur Folge hatte, fand Bošnjak unter Trainernachfolger Robert Berg wieder besser ins Spiel und wurde auch regelmäßiger eingesetzt. Der Mittelstürmer brachte es bis zum Ende der Saison 2023/24 auf Einsätze in 27 Ligaspielen, in denen er zehn Treffer und vier Assists beisteuerte. Im Endklassement belegte die Mannschaft mit Rang 9 einen Platz im Tabellenmittelfeld.

### Transfer nach Österreich
Obwohl noch einen laufenden Vertrag für die kommende Saison, zog der gebürtige Bosnier im Juni 2024 eine Ausstiegsklausel mit fest verankerter Ablöse in seinem Spielervertrag und verließ die Salzachstädter mit sofortiger Wirkung in Richtung Österreich. Hier wurde er vom Drittligisten FC Hertha Wels unter Vertrag genommen. Mit den Welsern schied er im August 2024 in der zweiten Runde des ÖFB-Cups 2024/25 aus, triumphierte allerdings in der Liga. Mit dem vorzeitigen Gewinn der Regionalliga Mitte drei Runden vor Saisonende sicherten sich die Oberösterreicher den Aufstieg in die 2. Liga und damit den Einzug in den Profifußball. Bošnjak erzielte in 28 Ligaspielen 20 Tore und war damit nicht nur der treffsicherste Spieler des FC Hertha Wels, sondern auch der zweitbeste Torschütze der gesamten Liga – hinter Marvin Hernaus vom SC Weiz, der 26 Mal traf.

## Erfolge
mit dem TSV 1880 Wasserburg
- Meister der Bezirksliga Oberbayern-Ost und Aufstieg in die Landesliga Bayern (Staffel Südost): 2017/18

mit dem FC Hertha Wels
- Meister der Regionalliga Mitte und Aufstieg in die 2. Liga: 2024/25

Individuelle Erfolge
- Torschützenkönig der Bezirksliga Oberbayern-Ost: 2017/18 (24 Tore; TSV 1880 Wasserburg)